# Lutsu (Kose)
Pour les articles homonymes, voir Lutsu.
Lutsu est un village de la commune de Kose du comté de Harju en Estonie.
Au 31 décembre 2011, le village compte 8 habitants.